# Trude Graef
Trude Graef (* 1. Juni 1897 in Meiningen; † 23. Januar 1982 ebenda) war eine deutsche Porträt- und Landschaftsmalerin. Sie malte vorwiegend Ölbilder und Aquarelle.

## Leben und Wirken
Am 1. Juni 1897 wurde Trude Graef als Tochter des Kaufmanns und Lebensmittelhändlers Günther Graef in Meiningen geboren. Sie verbrachte den größten Teil ihres Lebens in ihrer Geburtsstadt, die bis 1918 Haupt- und Residenzstadt vom Herzogtum Sachsen-Meiningen war. Ihr Talent zur Malerei entdeckte und förderte die Malerin Louise Codecasa, die ebenfalls in Meiningen lebte. Trude Graef studierte bis 1920 an der Künstlerinnenschule in Berlin.
Eine ihrer ersten Auftragsarbeiten war in den Jahren 1920 bis 1922 die Illustration von Notgeldscheinen. Für ihre Heimatstadt schuf sie einen 25-Pfennig-Notgeldschein mit Meininger Stadtansichten und vier 50-Pfennig-Notgeldscheine mit Illustrationen zu Rudolf Baumbachs „Lied vom Hütes“. Für die Nachbarstadt Wasungen, die 1921 einen Stadtbrand erlitt, gestaltete sie 1922 vier 50-Pfennig- und zwei 75-Pfennig-Brand-Notgeldscheine mit Ansichten historischer Gebäude dieser Stadt. 1926 wurde sie Mitglied der „Vereinigung Meininger Künstler und Kunstfreunde“ und 1946 des Arbeitskreises „Bildende Kunst und Architektur“ im Kulturbund. 1952 war Trude Graef Gründungsmitglied des Bezirksverbandes Suhl des Verbands Bildender Künstler der DDR. Vom Verband erhielt sie jährliche finanzielle Unterstützung mit der Verpflichtung, jährlich zwei großformatige Aquarelle für das Meininger Museum anzufertigen.
Die künstlerische Arbeit von Trude Graef konzentrierte sich im Wesentlichen auf das Porträtieren und die Malerei von Stillleben und Stadtansichten. Sie schuf unter anderem viele Kinderbildnisse und Porträts von gefallenen Soldaten des Zweiten Weltkrieges. Seit den 1920er waren ihre Werke regelmäßig bei Thüringer Kunstausstellungen zu sehen. In den 1960er und 1970er Jahren schuf sie viele Aquarelle mit Ansichten der Meininger Altstadt. Für die Stadt Meiningen sind diese Aquarelle mittlerweile zu einer unersetzlichen Dokumentation geworden, da viele Motive und Milieus durch die städtische Weiterentwicklung im heutigen Stadtbild nicht mehr vorhanden sind. Trude Graef hatte ihr Atelier in einer Villa am Stadtrand, die sie gemeinsam mit ihrer Schwester Helene, einer Journalistin und Literatin, bewohnte. Ein großer Teil ihrer Arbeiten befindet sich in der Kunstsammlung der Meininger Museen.